# I Don't Like Mondays
I Don’t Like Mondays is een nummer van de Ierse band The Boomtown Rats en afkomstig van het debuutalbum The Fine Art of Surfacing uit 1979. Op 13 juli dat jaar werd het nummer eerst in het Verenigd Koninkrijk en Ierland op single uitgebracht. De VS en Canada volgden in oktober en het Europese vasteland, Australië, Nieuw-Zeeland en Japan in november. In 1994 werd het nummer op cd-single uitgebracht.

## Achtergrond
Bob Geldof, de zanger van The Boomtown Rats, schreef het nummer naar aanleiding van de schietpartij bij de Grover Cleveland Elementary School in San Diego op 29 januari 1979. De zestien jaar oude Brenda Ann Spencer schoot twee volwassenen dood en verwondde acht kinderen en een politieagent. De enige reden die zij opgaf voor haar daad was dat ze niet van maandagen hield. Het nummer was niet bedoeld als single, maar als B-kant van een single van de Rats. Tijdens concerten in de Verenigde Staten bleek het nummer echter dusdanig succesvol, dat het uiteindelijk de A-kant werd.
In het Verenigd Koninkrijk en de Verenigde Staten hadden de Boomtown Rats meer successen, maar I Don’t Like Mondays zou de grootste hit blijven. Geldof, het enige lid van de band dat grotere bekendheid verwierf, werd verweten het succes uit te melken. Tijdens Live Aid zong Geldof het nummer voor het laatst met de Rats. Op de tiende verjaardag van dat festival zong Bon Jovi een cover van het lied. Het lied keerde ook op Live 8 op 2 juli 2005 terug, nu weer met Geldof.

## Hit
De single stond in juli en augustus 1979 in het Verenigd Koninkrijk drie weken op de nummer 1-positie in de UK Singles Chart. Ook in thuisland Ierland, Zuid-Afrika en in Australië werd de nummer 1-positie bereikt en in Duitsland de 6e positie. De plaat was dermate succesvol dat deze terugkeerde in allerlei films en series die zich afspelen in de jaren 80.
In Nederland was de plaat op donderdag 9 augustus 1979 TROS Paradeplaat op de befaamde TROS donderdag op Hilversum 3 en werd mede hierdoor een gigantische hit in de destijds drie landelijke  hitlijsten op de nationale publieke popzender. De plaat bereikte de 2e positie in zowel de TROS Top 50, de Nederlandse Top 40 en de Nationale Hitparade. In de Europese hitlijst op Hilversum 3, de TROS Europarade, bereikte de plaat de 6e positie.
De single was de enige van The Boomtown Rats die in Nederland de drie hitlijsten op Hilversum 3 wist te bereiken.
In België bereikte de plaat de 3e positie in zowel de voorloper van de Vlaamse Ultratop 50 als de Vlaamse Radio 2 Top 30. In Wallonië werd géén notering behaald.
In de Verenigde Staten bereikte de single slechts de 73e plaats van de Billboard Hot 100.
Sinds de allereerste editie in december 1999 staat de plaat onafgebroken genoteerd in de jaarlijkse NPO Radio 2 Top 2000 van de Nederlandse publieke radiozender NPO Radio 2, met als hoogste notering een 437e positie in 2000.

## Hitnoteringen

### Nederlandse Top 40
| Nederlandse Top 40 (binnen: 18-08-1979) | Nederlandse Top 40 (binnen: 18-08-1979) | Nederlandse Top 40 (binnen: 18-08-1979) | Nederlandse Top 40 (binnen: 18-08-1979) | Nederlandse Top 40 (binnen: 18-08-1979) | Nederlandse Top 40 (binnen: 18-08-1979) | Nederlandse Top 40 (binnen: 18-08-1979) | Nederlandse Top 40 (binnen: 18-08-1979) | Nederlandse Top 40 (binnen: 18-08-1979) | Nederlandse Top 40 (binnen: 18-08-1979) | Nederlandse Top 40 (binnen: 18-08-1979) | Nederlandse Top 40 (binnen: 18-08-1979) | Nederlandse Top 40 (binnen: 18-08-1979) |
| Week                                    | 1                                       | 2                                       | 3                                       | 4                                       | 5                                       | 6                                       | 7                                       | 8                                       | 9                                       | 10                                      | 11                                      |                                         |
| --------------------------------------- | --------------------------------------- | --------------------------------------- | --------------------------------------- | --------------------------------------- | --------------------------------------- | --------------------------------------- | --------------------------------------- | --------------------------------------- | --------------------------------------- | --------------------------------------- | --------------------------------------- | --------------------------------------- |
| Nummer                                  | 22                                      | 13                                      | 6                                       | 4                                       | 3                                       | 2                                       | 2                                       | 6                                       | 13                                      | 25                                      | 39                                      | uit                                     |

### Nationale Hitparade
| Nationale Hitparade (binnen: 18-08-1979) | Nationale Hitparade (binnen: 18-08-1979) | Nationale Hitparade (binnen: 18-08-1979) | Nationale Hitparade (binnen: 18-08-1979) | Nationale Hitparade (binnen: 18-08-1979) | Nationale Hitparade (binnen: 18-08-1979) | Nationale Hitparade (binnen: 18-08-1979) | Nationale Hitparade (binnen: 18-08-1979) | Nationale Hitparade (binnen: 18-08-1979) | Nationale Hitparade (binnen: 18-08-1979) | Nationale Hitparade (binnen: 18-08-1979) | Nationale Hitparade (binnen: 18-08-1979) | Nationale Hitparade (binnen: 18-08-1979) | Nationale Hitparade (binnen: 18-08-1979) |
| Week                                     | 1                                        | 2                                        | 3                                        | 4                                        | 5                                        | 6                                        | 7                                        | 8                                        | 9                                        | 10                                       | 11                                       | 12                                       |                                          |
| ---------------------------------------- | ---------------------------------------- | ---------------------------------------- | ---------------------------------------- | ---------------------------------------- | ---------------------------------------- | ---------------------------------------- | ---------------------------------------- | ---------------------------------------- | ---------------------------------------- | ---------------------------------------- | ---------------------------------------- | ---------------------------------------- | ---------------------------------------- |
| Nummer                                   | 40                                       | 8                                        | 4                                        | 4                                        | 3                                        | 2                                        | 2                                        | 5                                        | 13                                       | 17                                       | 24                                       | 45                                       | uit                                      |

### TROS Top 50
Hitnotering: 16-08-1979 t/m 25-10-1979. Hoogste notering: #2 (4 weken).

### TROS Europarade
Hitnotering: 11-08-1979 t/m 11-11-1979. Hoogste notering: #6 (3 weken).

### NPO Radio 2 Top 2000
| Nummer met noteringen in de NPO Radio 2 Top 2000 | '99 | '00 | '01 | '02 | '03 | '04 | '05 | '06 | '07 | '08 | '09  | '10  | '11  | '12  | '13  | '14  | '15  | '16  | '17  |
| ------------------------------------------------ | --- | --- | --- | --- | --- | --- | --- | --- | --- | --- | ---- | ---- | ---- | ---- | ---- | ---- | ---- | ---- | ---- |
| I Don't Like Mondays                             | 479 | 437 | 584 | 644 | 770 | 646 | 746 | 710 | 759 | 685 | 1476 | 1338 | 1440 | 1707 | 1342 | 1846 | 1907 | 1788 | 1926 |

1. ↑  Een vetgedrukt getal geeft de hoogste notering aan.
2. ↑  Deze tabel is bijgewerkt tot en met de laatste editie (2024).